# Rajd Chin 2007
Rajd Chin 2007 (10. Rally China Longyou) – 10 edycja rajdu samochodowego Rajd Chin rozgrywanego w Chinach. Rozgrywany był od 9 do 11 listopada  2007 roku. Była to dziewiąta runda Intercontinental Rally Challenge w roku 2007 oraz siódma runda Rajdowych Mistrzostw Azji i Pacyfiku w roku 2007 i piąta runda Rajdowych Mistrzostw Chin. Składał się z 16 odcinków specjalnych.

## Klasyfikacja rajdu
| Miejsce                | Kierowca               | Pilot                  | Samochód                 | Czas                   | Strata                 |                        |
| Klasyfikacja generalna | Klasyfikacja generalna | Klasyfikacja generalna | Klasyfikacja generalna   | Klasyfikacja generalna | Klasyfikacja generalna | Klasyfikacja generalna |
| ---------------------- | ---------------------- | ---------------------- | ------------------------ | ---------------------- | ---------------------- | ---------------------- |
| 1.                     | Cody Crocker           | Ben Atkinson           | Subaru Impreza WRX STI   | 3:28.03,3              | 0.0                    |                        |
| 2.                     | David Higgins          | Ieuan Thomas           | Mitsubishi Lancer Evo IX | 3:29.33,1              | +1.29,8                |                        |
| 3.                     | Xu Lang                | Huang Yu               | Mitsubishi Lancer Evo IX | 3:30.35,2              | +2.31,9                |                        |
| 4.                     | Liu Caodong            | Anthony McLoughlin     | Subaru Impreza WRX STI   | 3:31.21,0              | +3.17,7                |                        |
| 5.                     | Juha Salo              | Mika Stenberg          | Subaru Impreza WRX STI   | 3:33.14,1              | +5.10,8                |                        |
| 6.                     | Martin Rowe            | Dale Moscatt           | Mitsubishi Lancer Evo IX | 3:34.17,1              | +6.13,8                |                        |
| 7.                     | Brian Green            | Fleur Pedersen         | Mitsubishi Lancer Evo IX | 3:44.39,4              | +16.36,1               |                        |
| 8.                     | Li Wei                 | Doug Pickering         | Subaru Impreza WRX STI   | 3:45.40,2              | +17.36,9               |                        |
| 9.                     | Hua Qingxian           | Zhang Jian             | Mitsubishi Lancer Evo IX | 3:53.01,3              | +24.58,0               |                        |
| 10.                    | Shinichiro Karakama    | Tamotsu Minamino       | Honda Civic VTI          | 4:11.55,5              | +43.52,2               |                        |
| Klasyfikacja IRC       |                        |                        |                          |                        |                        |                        |
| 1.                     | David Higgins          | Ieuan Thomas           | Mitsubishi Lancer Evo IX | 3:29.33,1              | +1.29,8                |                        |
| 2.                     | Xu Lang                | Huang Yu               | Mitsubishi Lancer Evo IX | 3:30.35,2              | +2.31,9                |                        |
| 3.                     | Martin Rowe            | Dale Moscatt           | Mitsubishi Lancer Evo IX | 3:34.17,1              | +6.13,8                |                        |
| 4.                     | Brian Green            | Fleur Pedersen         | Mitsubishi Lancer Evo IX | 3:44.39,4              | +16.36,1               |                        |
| 5.                     | Hua Qingxian           | Zhang Jian             | Mitsubishi Lancer Evo IX | 3:53.01,3              | +24.58,0               |                        |
| 6.                     | Shinichiro Karakama    | Tamotsu Minamino       | Honda Civic VTI          | 4:11.55,5              | +43.52,2               |                        |